# 印第安溫泉 (亞利桑那州)
印第安溫泉（英語：Indian Hot Springs）是位於美國亞利桑那州葛蘭姆縣的一個非建制地區。該地的面積和人口皆未知。

## 地理
印第安溫泉的座標為32°59′54″N 109°54′02″W / 32.99833°N 109.90056°W，而該地的平均海拔高度為851米（即2792英尺）。